# Лавър
Лавровото дърво (или „лавър“, „дафин“, в някои райони – „чесмен“) (Laurus nobilis) е вечнозелен храст от семейство Лаврови. Произхожда от Средиземноморието. Достига 2-6 m височина. Има изправено стъбло, сиво в долната си част и зелено в горната. Листата му са тъмнозелени и издават характерна миризма, когато се разтъркат. Цъфти през март-април с белезникаво-жълти цветове, а след тях по женските растения се появяват черни плодчета. Лавърът не издържа на студ.
Листата му се използват в кулинарията. Дафиновите листа се прилагат в умерено количество. Те се поставят като консервант в маринати, сосове, консерви и др. Използват се изсушени листа – половин или един лист на ястие от 4 порции. Поставят се в началото на приготвянето и се изваждат преди сервирането.
Тъй като дразнят лигавицата на стомаха, дафиновите листа не се препоръчват при стомашни заболявания и особено при киселини в стомаха, както и при заболявания на бъбреците, жлъчката, черния дроб.
В древността лавровото дърво се е смятало за свещено. Храмовете на Аполон са били обкичвани с лаврови клонки, тъй като той се е смятал за покровител на светлината, радостта, поезията, музиката, победата, лечението, затова с клонки от лавър са увенчавали победителите – поети, спортисти и др.
В България дафинът се отглежда и като декоративно растение. Листата съдържат 1% етерично масло, като в плодовете то е 0,50%. От листата се получава етерично масло, което е жълта течност със сладникав вкус и силен приятен аромат.